# غل أشاقي
غل‌ أشاقي (بالفارسية: گل‌اشاقی) هي قرية تقع في أذربيجان الغربية في إيران. يقدر عدد سكانها بـ 359 نسمة بحسب إحصاء 2016.